# Yellow Submarine (album)
| Recensione         | Giudizio |
| ------------------ | -------- |
| AllMusic           | [ 5 ]    |
| ConsequenceOfSound | C+       |
| Pitchfork          | [ 7 ]    |
| Piero Scaruffi     | [ 8 ]    |

Yellow Submarine è il decimo album in studio del gruppo musicale britannico The Beatles (undicesimo considerando anche l'album Magical Mystery Tour, in origine pubblicato come LP solo negli USA e come EP in UK) pubblicato il 17 gennaio 1969, colonna sonora dell'omonimo film.

## Storia
Nonostante in copertina l'album sia accreditato solo ai Beatles, il lato B, intitolato Original Film Score è opera interamente di George Martin e ogni traccia è eseguita dalla George Martin Orchestra eccetto l'ultima intitolata Yellow Submarine in Pepperland di Lennon e McCartney ma arrangiato da Martin. Nel lato A, intitolato "The Beatles", sono comprese sei delle quindici canzoni dei Beatles presenti nell'omonimo film d'animazione uscito nelle sale inglesi il 17 luglio 1968. La scelta di Martin di registrare nuovamente i suoi brani è uno dei motivi per il quale la pubblicazione del disco venne ritardata rispetto all'uscita del film; inoltre i Beatles diedero priorità assoluta, nella seconda metà del 1968, alla preparazione del nuovo album, pubblicato appena due mesi prima di Yellow Submarine.

Francobollo commemorativo statunitense del 1999

La relativa scarsità di nuove canzoni del gruppo nell'album suscitò la critica che il contenuto non valesse il prezzo di copertina; è probabile che la EMI in un primo momento abbia preso a cuore tale giudizio, poiché negli archivi esiste un master risalente al marzo 1969 per un extended play a 33 giri che però non venne mai pubblicato, il quale avrebbe dovuto includere, oltre ai quattro pezzi inediti dell'album, anche il brano Across the Universe (non incluso nel film), già allora pronto con un missaggio differente da quello curato da Phil Spector che vide la luce nel 1970 su Let It Be; tale prima versione finì poi pubblicata il 12 dicembre 1969 in una raccolta benefica del WWF intitolata No One's Gonna Change Our World.

## Accoglienza
Il disco stette undici settimane in classifica e la sua posizione più alta fu la terza.

## Brani

### Lato A - The Beatles
Le sei canzoni eseguite dai Beatles sono tutte raggruppate sul lato A; di esse soltanto quattro sono inedite:
- Yellow Submarine era già apparsa nell'album Revolver e come singolo nell'estate 1966;
- All You Need Is Love era già stata pubblicata come singolo nel 1967.

Anche tre dei quattro inediti risalgono, come registrazione, al 1967:
- All Together Now, ideata appositamente per il film, fu registrata nel maggio 1967;
- Only a Northern Song era destinata originariamente a Sgt. Pepper's Lonely Hearts Club Band;
- It's All Too Much fu incisa poco prima della pubblicazione di Sgt. Pepper e per l'inclusione in Yellow Submarine fu accorciata (in origine durava 8 minuti);
- Hey Bulldog è l'incisione più recente e risale al febbraio 1968.

### Lato B -Original Film Score
Il lato B contiene esclusivamente brani strumentali per orchestra, scritti e arrangiati da George Martin appositamente per il film, e da lui diretti. Nessuno dei quattro membri dei Beatles prese parte a queste registrazioni, avvenute negli studi di Abbey Road nell'ottobre 1968. I brani per orchestra presenti sull'album costituiscono una nuova incisione rispetto a quella effettuata a suo tempo per la colonna sonora originale.

## Edizioni estere
La versione pubblicata in Ecuador e in Argentina venne intitolata Los Beatles - Submarino Amarillo e i titoli delle canzoni elencate in copertina vennero tradotti in spagnolo.

## Tracce

### Lato A: The Beatles
Testi e musiche di Lennon-McCartney eccetto dove indicato.
1. Yellow Submarine
2. Only a Northern Song (George Harrison) – unico brano dei Beatles inciso con due registratori a quattro piste
3. All Together Now
4. Hey Bulldog
5. It's All Too Much (George Harrison)
6. All You Need Is Love

### Lato B: George Martin Orchestra
Musiche di George Martin compreso dove indicato.
1. Pepperland
2. Sea of Time
3. Sea of Holes
4. Sea of Monsters
5. March of the Meanies
6. Pepperland Laid Waste
7. Yellow Submarine in Pepperland (compositori aggiuntivi: Lennon-McCartney)

## Formazione
- John Lennon - voce, chitarra ritmica, chitarra acustica, chitarra solista, pianoforte, clavicembalo, banjo, ukulele, glockenspiel, percussioni, battito di mani
- Paul McCartney - voce, basso, chitarra, contrabbasso, tromba, percussioni, battito di mani
- George Harrison - chitarra solista, chitarra acustica, voce, tamburello, organo Hammond, armonica, violino, percussioni, battito di mani
- Ringo Starr - batteria, percussioni, handclaps, voce

Altri musicisti
- George Martin - pianoforte
- Orchestra di fiati
- Brian Jones, Marianne Faithfull, Pattie Harrison, Neil Aspinall, Geoff Emerick - voce
- Orchestra composta da 4 trombe e 1 clarinetto
- Mick Jagger, Keith Richards, Marianne Faithfull, Eric Clapton, Keith Moon, Pattie Harrison, Jane Asher, Mike McCartney, Graham Nash, Gary Leeds, Hunter Davies - voce
- Orchestra composta da 4 violini, 2 violoncelli, 2 sax, 2 tromboni, 1 fisarmonica, 2 trombe

## Classifiche
| Classifica (2022) | Posizione massima |
| ----------------- | ----------------- |
| Grecia            | 5                 |